# یانه مکلا
یانه مکلا (فنلاندی: Janne Mäkelä؛ زادهٔ ۲۳ ژوئیهٔ ۱۹۷۱) بازیکن فوتبال اهل فنلاند بود.
از باشگاه‌هایی که در آن بازی کرده‌است می‌توان به باشگاه فوتبال سنت میرن، باشگاه فوتبال هاکا، باشگاه فوتبال ایلوس، و باشگاه فوتبال میپا اشاره کرد.
وی همچنین در تیم ملی فوتبال فنلاند بازی کرده‌است.